# Бой при Кула
Боят при Кула, състоял се на 4 ноември 1885 година, е едно от пограничните сражения в началото на Сръбско-българската война. Български войски (части от Северния отряд) контраатакуват сърбите (от Тимошката армия), завзели град Кула, но търпят пълно поражение. С този бой българските планове за настъпление към Зайчар са пресечени, а пътят на сърбите към Видин е открит.

## Предходни събития
Сръбското настъпление в Северозападна България започва на 3 ноември – ден след обявяването на войната и нахлуването на Нишавската армия при Цариброд и Трън. Тимошката дивизия (в състав от 7 батальона, 3 ескадрона, 2 полски батареи и инженерни части – общо 6200 войници и 12 оръдия под командването на полковник Илия Джукнич) преминава границата през прохода Връшка чука и още същия ден превзема Кула след 2-часов бой, в който дава 60 убити и ранени. Българската рота, която отбранява града, е разгромена и дава над 100 пленници.
Междувременно, разчитайки закъснението на офанзивата като признак за слабост на противника по Тимок, командващият Северния отряд капитан Атанас Узунов нарежда „усилена рекогносцировка“ към Зайчар. За целта са определени Летящият отряд (900 редовни войници, 100 конници и 6 оръдия) и Главният резерв на Северния отряд (3750 пехотинци). След вестта за падането на Кула Узунов изпраща към града и две чети от Шуменската доброволческа дружина.

## Боят
През нощта на 3 срещу 4 ноември Резервът и Летящият отряд се събират в село Грамада и потеглят към Кула под общото командване на капитан Георги Тодоров. Обхождайки през селата Пседерци и Полетковци, на следващата сутрин те излизат на югоизток и юг от града и откриват огън, когато сръбският авангард потегля към Видин. Сърбите се оттеглят в укрепленията, изградени около Кула още от турците по време на сръбско-турската война от 1876 година. Възползвайки се от изненадата, капитан Тодоров завзема едно от укрепленията, а командирът на Главния резерв капитан Ганчо Георгиев успява да заеме пътя за отстъпление на противника към Връшка чука. Отрядът му обаче, съставен предимно от необучени и слабо въоръжени опълченци, се разбягва още при първата контраатака на окопитилите се сърби. Самият Георгиев е обкръжен и пленен със стотина войници, след като и оставените в резерв опълченци дезертират. Това е знак и за Тодоров да нареди общо отстъпление на частите от Летящия отряд, което се извършва безредно под натиска на сръбската конница.

## Последици
Сръбските загуби в убити и ранени при Кула на 4 ноември възлизат на 130 души. Българите губят около 250 убити, ранени и пленени. След боя сърбите събират още близо 1000 пленници от пръснатите български опълченци. От Главния резерв на Северния отряд остават 300-400 души, които отстъпват във Видин и Лом. В Лом се оттегля и капитан Тодоров с остатъците от Летящия отряд. Поражението при Кула води до отстъпление и на българските войски, преминали по-рано през деня Тимок в района на Брегово. Седмица по-късно Тимошката армия обсажда Видинската крепост.